# Eduard von Polenz
Eduard Karl Friedrich Adolph von Polenz (* 3. August 1793 in Neudeck; † 1. November 1863 in Dresden) war ein sächsischer Beamter, Vorsteher der Königlichen Gewerbschule Chemnitz sowie Politiker.

## Leben
Der aus einer sächsischen Beamten- und Offiziersfamilie stammende Polenz war seit 1822 Vorsteher der Amtshauptmannschaft Chemnitz. Von 1838 bis 1841 übernahm er die Leitung der dortigen Gewerb- und Baugewerkenschule als Vorsteher. Anschließend trat Polenz als Geheimer Finanzrat in das Sächsische Ministerium des Innern ein.
1849/50 vertrat er den 58. Wahlkreis in der II. Kammer des Sächsischen Landtags. Dabei ist er als Geheimer Finanzrat in Dresden genannt. Auf dem folgenden Landtag 1850/51 gehörte er der I. Landtagskammer als Bevollmächtigter der Schönburgischen Rezeßherrschaften an. Bereits hier wird er als „auf Oberforchheim“ angegeben. Auf den folgenden Landtagen bis 1854/55 war Polenz Abgeordneter der Rittergutsbesitzer des Erzgebirgischen Kreises in der II. Kammer. Jedoch ist unklar, ob er das Rittergut Oberforchheim tatsächlich besessen hat. Laut einer Besitzerauflistung in der Neuen Sächsischen Kirchengalerie war Mitte des 19. Jahrhunderts die Familie Trebra im Besitz des Guts. Polenz besaß das Rittergut Halbendorf mit Geißlitz in der Oberlausitz.
Polenz heiratete am 5. Februar 1820 Mathilde Eckardine von Breitenbauch (1796–1877). Sein Sohn Maximilian von Polenz (1837–1907) war ebenfalls sächsischer Landtagsabgeordneter sowie Abgeordneter des Reichstags. 
Polenz wurde 1838 zum Ritter des Sächsischen Verdienstordens ernannt.